# Linde socken, Gotland
Linde socken ingick i Gotlands södra härad, ingår sedan 1971 i Gotlands kommun och motsvarar från 2016 Linde distrikt.
Socknens areal är 22,75 kvadratkilometer varav 22,19 är land. År 2020 fanns här 165 invånare. Sockenkyrkan Linde kyrka ligger i socknen. 

## Administrativ historik
Linde socken har medeltida ursprung. Socknen tillhörde Fardhems ting som i sin tur ingick i Hoburgs setting i Sudertredingen.
Vid kommunreformen 1862 övergick socknens ansvar för de kyrkliga frågorna till Linde församling och för de borgerliga frågorna bildades Linde landskommun. Landskommunen inkorporerades 1952 i Hemse landskommun och ingår sedan 1971 i Gotlands kommun.
1 januari 2016 inrättades distriktet Linde, med samma omfattning som församlingen hade 1999/2000.  
Socknen har tillhört samma fögderier och domsagor som Gotlands södra härad. De indelta båtsmännen tillhörde Gotlands andra båtsmanskompani.

## Geografi
Linde socken ligger norr om Hemse i södra Gotlands inland. Socknen är kuperad skog och odlingbygd. I de norra delarna av socknen går kalkberget i dagen på flera ställen och där finns också några kalkstensplatåer. Lindeberget, Linde klint, är den högsta punkten med sina 63 meter över havet. Socknens södra delar är låglänta med bördig åkermark och ligger cirka 20 meter över havet. På gränsen till Lojsta socken ligger Asträsk med badplats.
I socknen finns byggnadsfirma, åkeri, keramiker och snickeri.
Postnummer är 623 57 och riktnumret är 0498.

### Gårdsnamn
Amlings, Annexen, Autsarve, Duckarve, Hägvalds, Hässelby, Kauparve, Kälder, Myrungs, Odvalds, Petes, Rangsarve, Salands, Smiss.

## Fornlämningar
Några sliprännestenarfinns i socknen. Från bronsåldern finns gravröse.  Från järnåldern finns elva gravfält, stensträngar och husgrunder vid Myrungs och på Linde annex. Av gravfälten är det vid Rojrhagen vid vägen mot Stånga det största. Som fasta fornlämningar kan nämnas två fornborgar, så kallade klintborgar på Lindeberget. Två runristningar är kända och fyra vikingatida silverskatter har påträffats.

## Namnet
Namnet (1300-talet Lindum) är pluralform av lind som bör ha syftat på en eller flera lindar.

## Befolkningsutveckling
| Befolkningsutvecklingen i Linde socken, Gotland 1750–2020 | Befolkningsutvecklingen i Linde socken, Gotland 1750–2020 | Befolkningsutvecklingen i Linde socken, Gotland 1750–2020 | Befolkningsutvecklingen i Linde socken, Gotland 1750–2020 | Befolkningsutvecklingen i Linde socken, Gotland 1750–2020 |
| --- | --------------------------------------------------------- | --------------------------------------------------------- | --------------------------------------------------------- | --------------------------------------------------------- |
| |                                                           |                                                           |                                                           |                                                           |
| År |                                                           |                                                           | Folkmängd                                                 |                                                           |
| 1750 | 1750                                                      |                                                           | 195                                                       |                                                           |
| 1760 | 1760                                                      |                                                           | 224                                                       |                                                           |
| 1769 | 1769                                                      |                                                           | 225                                                       |                                                           |
| 1780 | 1780                                                      |                                                           | 241                                                       |                                                           |
| 1790 | 1790                                                      |                                                           | 219                                                       |                                                           |
| 1800 | 1800                                                      |                                                           | 257                                                       |                                                           |
| 1810 | 1810                                                      |                                                           | 249                                                       |                                                           |
| 1820 | 1820                                                      |                                                           | 411                                                       |                                                           |
| 1830 | 1830                                                      |                                                           | 261                                                       |                                                           |
| 1840 | 1840                                                      |                                                           | 282                                                       |                                                           |
| 1850 | 1850                                                      |                                                           | 253                                                       |                                                           |
| 1860 | 1860                                                      |                                                           | 311                                                       |                                                           |
| 1870 | 1870                                                      |                                                           | 385                                                       |                                                           |
| 1880 | 1880                                                      |                                                           | 366                                                       |                                                           |
| 1890 | 1890                                                      |                                                           | 268                                                       |                                                           |
| 1900 | 1900                                                      |                                                           | 342                                                       |                                                           |
| 1910 | 1910                                                      |                                                           | 400                                                       |                                                           |
| 1920 | 1920                                                      |                                                           | 456                                                       |                                                           |
| 1930 | 1930                                                      |                                                           | 392                                                       |                                                           |
| 1940 | 1940                                                      |                                                           | 382                                                       |                                                           |
| 1950 | 1950                                                      |                                                           | 344                                                       |                                                           |
| 1960 | 1960                                                      |                                                           | 283                                                       |                                                           |
| 1970 | 1970                                                      |                                                           | 241                                                       |                                                           |
| 1980 | 1980                                                      |                                                           | 214                                                       |                                                           |
| 1990 | 1990                                                      |                                                           | 179                                                       |                                                           |
| 2000 | 2000                                                      |                                                           | 173                                                       |                                                           |
| 2010 | 2010                                                      |                                                           | 183                                                       |                                                           |
| 2020 | 2020                                                      |                                                           | 165                                                       |                                                           |
| Anm: Källor: Umeå universitet - Tabellverket 1749-1859, Demografiska databasen, CEDAR, Umeå universitet, Befolkningsutvecklingen i Gotlands socknar 2000 - 2010, Befolkning per församling, Folkmängden per distrikt, landskap, landsdel eller riket efter kön. År 2015 - 2022. |                                                           |                                                           |                                                           |                                                           |

### Fotnoter
1. 1 2  Svensk Uppslagsbok andra upplagan 1947–1955: Linde socken
2. ↑  ”Folkmängden per distrikt, landskap, landsdel eller riket efter kön. År 2015 - 2022”. Statistikdatabasen. Statistiska centralbyrån. http://www.statistikdatabasen.scb.se/pxweb/sv/ssd/START__BE__BE0101__BE0101A/FolkmangdDistrikt/. Läst 23 april 2023.
3. ↑  Harlén, Hans; Harlén Eivy (2003). Sverige från A till Ö: geografisk-historisk uppslagsbok. Stockholm: Kommentus. Libris 9337075. ISBN 91-7345-139-8
4. ↑  Administrativ historik för Linde socken (Klicka på församlingsposten). Källa: Nationella arkivdatabasen, Riksarkivet.
5. ↑  Om Gotlands båtsmanskompani
6. 1 2  Sjögren, Otto (1931). Sverige geografisk beskrivning del 2 Östergötlands, Jönköpings, Kronobergs, Kalmar och Gotlands län. Stockholm: Wahlström & Widstrand. Libris 9939
7. 1 2 3  Nationalencyklopedin
8. ↑  Förteckning över slipskåror
9. ↑  Fornlämningar, Statens historiska museum: Linde socken, Gotland
10. ↑  Fornminnesregistret, Riksantikvarieämbetet: Linde socken, Gotland Fornminnen i socknen erhålls på kartan genom att skriva in sockennamn (utan "socken") i "Ange geografiskt område"
11. ↑  Mats Wahlberg, red (2003). Svenskt ortnamnslexikon. Uppsala: Institutet för språk och folkminnen. Libris 8998039. ISBN 91-7229-020-X. https://isof.diva-portal.org/smash/get/diva2:1175717/FULLTEXT02.pdf